# 許伯會
许伯会（?—?），唐朝越州萧山（今浙江省萧山市）人。
许伯会，有人说他是许玄度的十二世孙。举孝廉。上元年间，担任衡阳博士。母亲去世，他负土成坟，不穿棉絮和丝帛、不品尝美味。野火将要烧到墓旁的树木，许伯会向天空悲号，一会下起雨，火灭。有一年干旱，在墓前茅屋前涌泉而出，生长了灵芝。

## 延伸阅读
[在维基数据编辑]
 《新唐書·卷195》，出自《新唐書》